# Уравнение Фишера
Уравнение Фишера — уравнение, описывающее связь между темпом инфляции, номинальной и реальной ставками процента. Названо в честь  Ирвинга Фишера. С уравнением тесно связан эффект Фишера.

## Уравнение
Уравнение имеет следующий вид.
{\displaystyle i=r+\pi },
где {\displaystyle i} — номинальная ставка процента; {\displaystyle r} — реальная ставка процента; {\displaystyle \pi } — темп инфляции.

## Экономический смысл
Уравнение в приближенной форме (см. Вывод) описывает явление, которое называется эффектом Фишера. Эффект состоит в том, что номинальная ставка процента может измениться по двум причинам:
- из-за изменений реальной ставки процента;
- из-за изменения темпа инфляции.

Уровень цен в экономике со временем меняется. Инвестор также размещает деньги под проценты на определенный срок. Поэтому он заинтересован в том, чтобы получить не только определенный доход, но и компенсировать падение покупательной способности денег в будущем. Например, если инвестор положил на банковский счёт сумму денег, приносящую 10 % годовых ежегодно, то номинальная ставка составит 10 %. При уровне инфляции 6 % реальная ставка составит только 4 %.
В уравнении может использоваться как фактический темп инфляции {\displaystyle \pi }, так и его ожидаемое значение {\displaystyle \pi ^{e}}. В первом случае, формула позволяет вычислить реальную ставку на основе полученной номинальной доходности и фактического роста цен. Во втором случае инвестор может определить для себя ожидаемую номинальную доходность, исходя из прогнозируемых значений.

## Вывод
Уравнение в приведенной выше форме является приближенным. Оно выполняется тем точнее, чем меньше по модулю значения {\displaystyle r} и {\displaystyle \pi }. Поэтому с математической точки зрения правильно писать приближенное равенство:
{\displaystyle i\approx r+\pi },
Точная запись уравнения выглядит следующим образом:
{\displaystyle 1+i=(1+r)\times (1+\pi )}
Если раскрыть скобки, то получится следующая запись:
{\displaystyle 1+i=1+r+\pi +r\pi }
или
{\displaystyle i=r+\pi +r\pi }
С точки зрения математического анализа, если {\displaystyle r} и {\displaystyle \pi } стремятся к нулю, то произведение {\displaystyle r\pi } является бесконечно малой более высокого порядка. Поэтому при малых (по модулю) значениях {\displaystyle r} и {\displaystyle \pi } произведением {\displaystyle r\pi } можно пренебречь. В результате получится упомянутая выше приближенная запись.
Пусть, например, {\displaystyle r=\pi =1\%}. Тогда сумма этих величин равна 2 %, а произведение — 0,01 %. Если же взять {\displaystyle r=\pi =10\%}, то сумма получится равной 20 %, а произведение 1 %. Таким образом, с ростом значений погрешность в расчетах становится все больше.
Точную запись можно также преобразовать к следующему виду, предложенному Фишером:
{\displaystyle r={\frac {1+i}{1+\pi }}-1={\frac {i-\pi }{1+\pi }}}
В тривиальных случаях при {\displaystyle \pi =0} или {\displaystyle \pi =i} обе формулы (точная и приближенная) дают одинаковое значение реальной процентной ставки.

## Эффект Фишера
Эффект Фишера состоит в том, что изменение инфляции на 1 пп. приводит к изменению номинальной ставки также на 1 пп. Эффект Фишера возникает как результат выполнения количественной теории денег и уравнения Фишера. Количественная теория денег утверждает, что, если скорость обращения денег постоянна, то изменение денежной массы при неизменной выпуске оказывает пропорциональное влияние на цены. При росте денежной массы на 1 пп. цены также вырастут на 1пп. Если реальная ставка постоянна, то наблюдается эффект Фишера: номинальная ставка увеличится на 1 пп.